# راد (اشتاینبورگ)
راد (به آلمانی: Rade) یک شهر در آلمان است که در اشتاینبورگ واقع شده‌است. راد ۱۰۰ نفر جمعیت دارد.